# 莫里斯·賈爾
莫里斯-亚历克西·賈爾（英語：Maurice-Alexis Jarre，法語發音：[mɔʁis alɛksi ʒaʁ]；1924年9月13日—2009年3月28日）是一名旅居美國的法國電影配樂作曲家及指揮家。代表作有《阿拉伯的勞倫斯》（1962 年）、《齊瓦哥醫生》（1965 年）及《印度之行》（1984年）的配乐，亦因此3片三度获得奥斯卡最佳原创音乐奖。
莫里斯·賈爾於2009年在美国洛杉磯離世，享年84歲。

## 主要配樂
- 《碧血長天》（The Longest Day）
- 《阿拉伯的勞倫斯》（Lawrence of Arabia）
- 《齊瓦哥醫生》（Doctor Zhivago）
- 1977年：《萬世救主》（Jesus of Nazareth）
- 1984年：《印度之行》（Passage to India）
- 《鐵皮鼓》
- 《死亡诗社》（Dead Poets Society）
- 《人鬼情未了》（Ghost）

## 外部參考
- 法國作曲家 莫里斯·賈爾 （页面存档备份，存于）
- 莫里斯·賈爾在互联网电影资料库（IMDb）上的資料（英文）
- 莫里斯·賈爾在豆瓣上的资料（简体中文）